# Асти (округ)
Округ Асти (итал. Provincia di Asti) је округ у оквиру покрајине Пијемонт у северозападној Италији. Седиште округа покрајине и највеће градско насеље је истоимени град Асти.
Површина округа је 1.511 км², а број становника 217.197 (2008. године).

## Природне одлике
Округ Асти се налази у северозападном делу државе, без излаза на море. Округ обухвата мањи део историјског подручја Монферат. Северна половина округа је валовитог карактера, у области Падске низије. Јужни део чине планине северних Апенина. Средишњи део у округу је долина реке Танаро.

## Становништво
По последњим проценама из 2008. године у округу Асти живи близу 220.000 становника. Густина насељености је велика, преко 140 ст/км². Посебно је густо насељено подручје уз град Асти.
Поред претежног италијанског становништва у округу живе и велики број досељеника из свих делова света.

## Општине и насеља
У округу Асти постоји 118 општина (итал. Comuni).
Најважније градско насеље и седиште округа је град Асти (75.000 становника) у средишњем делу округа.